# Onde transversale
Pour les articles homonymes, voir onde (homonymie).
En physique ondulatoire, une onde transversale ou onde transverse est une onde dont la perturbation du milieu se fait dans l'une des directions orthogonales à celle de sa propagation. Lorsque ces directions sont parallèles, l'onde est dite longitudinale. 

Onde plane transversale en 2 dimensions.

Onde sphérique transversale en 2 dimensions.

Toutes les ondes déplacent l'énergie d'un endroit à un autre sans transporter la matière dans le milieu de transmission, s'il y en a un,.
Les ondes électromagnétiques sont transversales sans nécessiter de milieu matériel (vide). La désignation "transversale" indique que la direction de l'onde est perpendiculaire au déplacement des particules du milieu qu'elle traverse ou, dans le cas des ondes électromagnétiques, que l'oscillation est perpendiculaire à la direction de l'onde.

## Exemples
Les vagues à la surface de l'eau sont des ondes transversales. Une onde sur une corde est également transverse.

Onde sur une corde.

Les ondes électromagnétiques sont des ondes transversales. 

Propagation des champs électrique E et magnétique B d'une onde électromagnétique.

## Formulation mathématique
Mathématiquement, le type le plus simple d'onde transversale est une onde sinusoïdale plane polarisée linéairement. Le terme "plane" signifie ici que la direction de propagation est immuable et identique sur l'ensemble du milieu ; le terme "polarisée linéairement" signifie que la direction du déplacement est également immuable et identique sur l'ensemble du milieu ; et la forme du déplacement est une fonction sinusoïdale uniquement du temps et de la position le long de la direction de propagation.
Le mouvement d'une telle onde peut être exprimé mathématiquement comme suit.  Soit {\displaystyle d} la direction de propagation (un vecteur de longueur unitaire), et {\displaystyle o} tout point de référence dans le milieu. Soit {\displaystyle u} la direction des oscillations (un autre vecteur de longueur unitaire perpendiculaire à {\displaystyle d}). Le déplacement d'une particule en tout point {\displaystyle p} du milieu et à tout moment {\displaystyle t} (secondes) sera de :
{\displaystyle S(p,t)=Au\sin \left({\frac {t-(p-o){\frac {d}{v}}}{T}}+\phi \right)}
où {\displaystyle A} est l'amplitude ou la force de l'onde, {\displaystyle T} est sa période, {\displaystyle v} est la vitesse de propagation, et {\displaystyle \phi } est sa phase à {\displaystyle o}. Tous ces paramètres sont des nombres réels.
Selon cette équation, l'onde se déplace dans la direction {\displaystyle d} et les oscillations se produisent d'avant en arrière le long de la direction {\displaystyle u}. On dit que l'onde est linéairement polarisée dans la direction {\displaystyle u}.
Un observateur qui regarde un point fixe {\displaystyle p} verra la particule qui s'y trouve se déplacer dans un mouvement simple harmonique (sinusoïdal) d'une période de {\displaystyle T} secondes, avec un déplacement maximal de la particule {\displaystyle A} dans chaque sens ; c'est-à-dire avec une "fréquence" de {\displaystyle f} = 1/ {\displaystyle T} cycles d'oscillation complets toutes les secondes. Un instantané de toutes les particules à un moment fixe {\displaystyle t} montrera le même déplacement pour toutes les particules sur chaque plan perpendiculaire à {\displaystyle d}, les déplacements dans les plans successifs formant un motif sinusoïdal, chaque cycle complet s'étendant le long de {\displaystyle d} par la longueur d'onde λ = {\displaystyle vT}  = {\displaystyle v}/{\displaystyle f}.  L'ensemble du motif se déplace dans la direction {\displaystyle d} avec une vitesse {\displaystyle v}.
La même équation décrit une onde lumineuse sinusoïdale plane à polarisation linéaire, sauf que le "déplacement" {\displaystyle S}({\displaystyle p}, {\displaystyle t}) est le champ électrique au point {\displaystyle p} et au temps {\displaystyle t}. (Le champ magnétique sera décrit par la même équation, mais avec une direction de "déplacement" qui est perpendiculaire à la fois à  {\displaystyle d} et à {\displaystyle u}, et une amplitude différente).

### Principe de superposition
Dans un milieu linéaire homogène, les oscillations complexes (vibrations d'un matériau ou flux lumineux) peuvent être décrites comme la superposition de nombreuses ondes sinusoïdales simples, soit transversales, soit longitudinales.
Les vibrations d'une corde de violon créent des ondes stationnaires, par exemple, qui peuvent être analysées comme la somme de nombreuses ondes transversales de différentes fréquences se déplaçant dans des directions opposées les unes aux autres, qui déplacent la corde soit vers le haut ou vers le bas, soit de gauche à droite. Les ventres des ondes s'alignent dans une superposition.

### Polarisation circulaire
Si le milieu est linéaire et permet plusieurs directions de déplacement indépendantes pour la même direction de déplacement d, nous pouvons choisir deux directions de polarisation mutuellement perpendiculaires, et exprimer toute onde linéairement polarisée dans n'importe quelle autre direction comme une combinaison linéaire (mélange) de ces deux ondes.
En combinant deux ondes ayant la même fréquence, la même vitesse et la même direction de déplacement, mais avec des phases différentes et des directions de déplacement indépendantes, on obtient une onde de polarisation circulaire ou elliptique (en). Dans une telle onde, les particules décrivent des trajectoires circulaires ou elliptiques, au lieu de se déplacer d'avant en arrière.
Il peut être utile de revoir l'expérience de pensée avec une corde tendue mentionnée ci-dessus. Remarquez que vous pouvez également lancer des ondes sur la corde en déplaçant votre main vers la droite et la gauche au lieu de la déplacer de haut en bas. Il s'agit là d'un point important. Les ondes peuvent se déplacer dans deux directions indépendantes (orthogonales). (Cela est vrai pour deux directions à angle droit, le haut et le bas et la droite et la gauche étant choisis pour des raisons de clarté). Toutes les ondes lancées en déplaçant votre main en ligne droite sont des ondes polarisées linéairement.
Mais imaginez maintenant que vous déplacez votre main en cercle. Votre mouvement déclenchera une onde en spirale sur la corde. Vous déplacez votre main simultanément de haut en bas et d'un côté à l'autre. Les maxima du mouvement latéral se produisent à un quart de longueur d'onde (ou à un quart de cercle, soit 90 degrés ou π/2 radians) des maxima du mouvement de haut en bas. En tout point de la corde, le déplacement de la corde décrira le même cercle que votre main, mais avec un retard dû à la vitesse de propagation de l'onde. Notez également que vous pouvez choisir de déplacer votre main dans le sens des aiguilles d'une montre ou dans le sens inverse. Ces mouvements circulaires alternés produisent des ondes polarisées circulairement à droite et à gauche.
Dans la mesure où votre cercle est imparfait, un mouvement régulier décrira une ellipse et produira des ondes polarisées elliptiquement. À l'extrême de l'excentricité, votre ellipse deviendra une ligne droite, produisant une polarisation linéaire le long de l'axe principal de l'ellipse. Un mouvement elliptique peut toujours être décomposé en deux mouvements linéaires orthogonaux d'amplitude inégale et déphasés de 90 degrés, la polarisation circulaire étant le cas particulier où les deux mouvements linéaires ont la même amplitude.

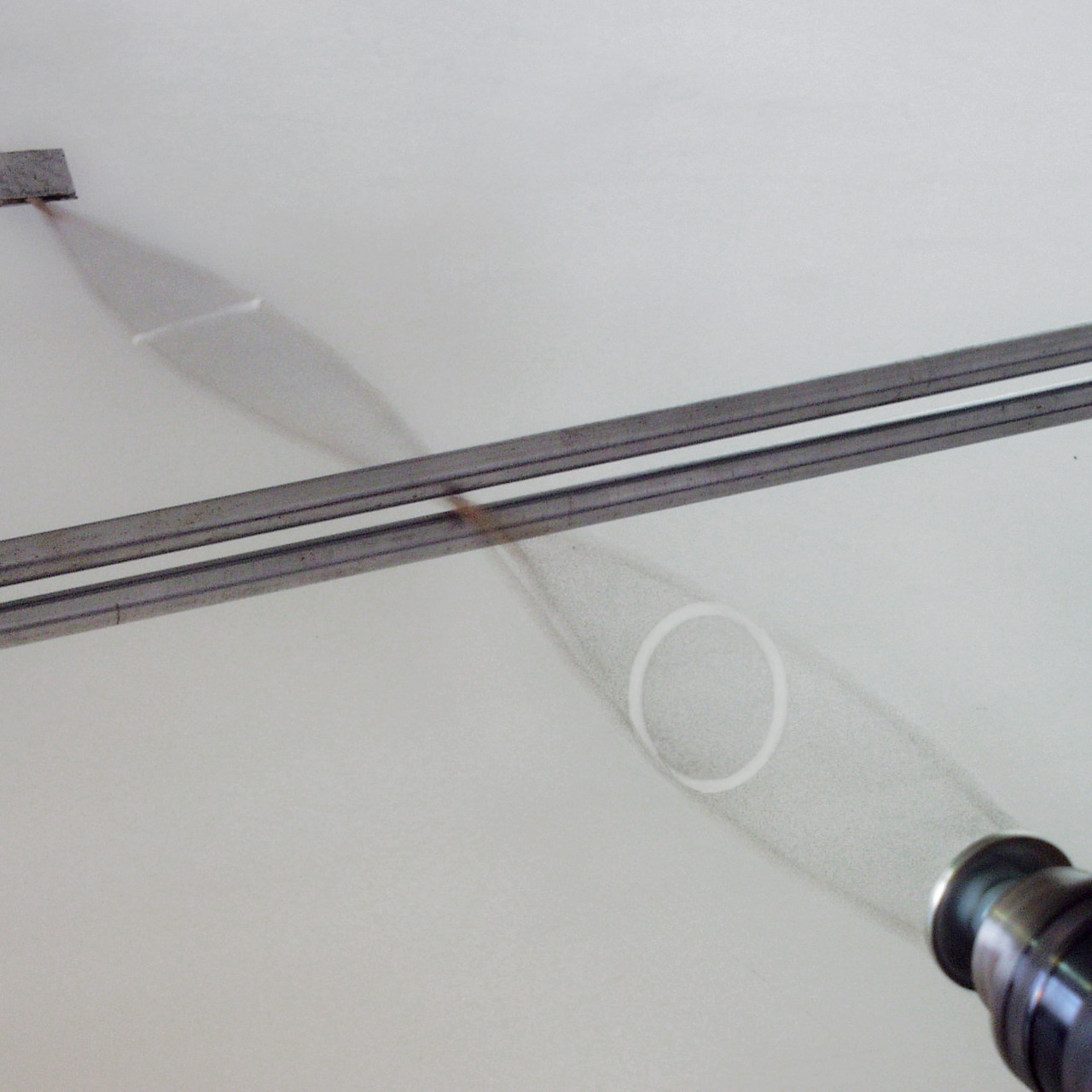
Polarisation circulaire générée mécaniquement sur un fil de caoutchouc, convertie en polarisation linéaire par un filtre polarisant mécanique.

### Puissance d'une onde transversale dans une corde
(Soit la densité de masse linéaire de la corde μ.)
L'énergie cinétique d'un élément de masse dans une onde transversale est donnée par :
{\displaystyle dK={\frac {1}{2}}\ dm\ v_{y}^{2}={\frac {1}{2}}\ \mu dx\ A^{2}\omega ^{2}\cos ^{2}\left({\frac {2\pi x}{\lambda }}-\omega t\right)}.
Dans une longueur d'onde, l'énergie cinétique
{\displaystyle K={\frac {1}{2}}\mu A^{2}\omega ^{2}\int _{0}^{\lambda }\cos ^{2}\left({\frac {2\pi x}{\lambda }}-\omega t\right)dx={\frac {1}{4}}\mu A^{2}\omega ^{2}\lambda }
En utilisant la loi de Hooke, l'énergie potentielle dans l'élément de masse
{\displaystyle dU={\frac {1}{2}}\ dm\omega ^{2}\ y^{2}={\frac {1}{2}}\ \mu dx\omega ^{2}\ A^{2}\sin ^{2}\left({\frac {2\pi x}{\lambda }}-\omega t\right)}
Et l'énergie potentielle pour une longueur d'onde
{\displaystyle U={\frac {1}{2}}\mu A^{2}\omega ^{2}\int _{0}^{\lambda }\sin ^{2}\left({\frac {2\pi x}{\lambda }}-\omega t\right)dx={\frac {1}{4}}\mu A^{2}\omega ^{2}\lambda }
Ainsi, l'énergie totale dans une longueur d'onde {\textstyle K+U={\frac {1}{2}}\mu A^{2}\omega ^{2}\lambda }
La puissance moyenne est donc {\textstyle {\frac {1}{2}}\mu A^{2}\omega ^{2}v_{x}}